# Mercury-Little-Joe 1A
Little Joe 1A (LJ-1A) war ein unbemannter Testflug im Rahmen des Mercury-Programms. Wie schon bei der gescheiterten Little-Joe-1-Mission sollte ein Flugabbruch bei maximaler aerodynamischer Belastung (Max Q) simuliert werden. Dazu wurde ein Kapselmodell inkl. Rettungsraketen mit einer Little-Joe-Rakete gestartet. Das Signal zum Flugabbruch kam auch zum gewünschten Zeitpunkt, jedoch dauerte es einige Sekunden, bis die Rettungsraketen genügend Schub erzeugten, so dass der Moment der maximalen aerodynamischen Belastung schon vorbei war. Deswegen wurde der Flug mit Little-Joe 1B abermals wiederholt. Da die Mission ansonsten erfolgreich verlaufen war, konnte bei Little Joe 1B ein Affe befördert werden.
Es wurde eine Maximalgeschwindigkeit von 3.254 km/h und eine maximale Beschleunigung von 16,9 g erreicht. Die Kapsel überflog eine Strecke von 18,5 km, der Gipfelpunkt lag bei einer Höhe von 14,5 km. Die Nutzlast betrug 1.007 kg.